# Smile (Charlie Chaplin)
Smile is een populair popnummer, van origine een instrumentaal thema in de film Modern Times van Charlie Chaplin uit 1936. In de tekst vertelt de zanger de luisteraar op te vrolijken en dat er altijd een mooie nieuwe dag is, zolang je maar lacht.
Het is als lied in 1954 bekend geworden door Nat King Cole. Daarnaast is het ook door een groot aantal andere artiesten gecoverd.

## Cover door Michael Jackson
In 1995 verscheen op de tweede CD van Michael Jackson's album HIStory: Past, Present and Future, Book I een cover van Smile, het is het laatste nummer op de tracklist. Het grootste deel van de instrumentatie bestaat uit strijkers en percussie, de outro van het nummer is aangevuld met piano.
Jackson had de intentie om Smile in 1997 uit te brengen als single, maar Jackson's platenlabel verwachtte met het nummer geen commercieel succes en weigerde als gevolg om budget ter beschikking te stellen. Enkele dagen voor de uitgavedatum werd besloten om de uitgave niet door te laten gaan en er werd opdracht gegeven om alle al gedistribueerde exemplaren terug te sturen voor vernietiging. Enkele exemplaren uit Duitsland, Nederland en Zuid-Afrika, voornamelijk de promotiesingle, zijn echter nooit vernietigd en zijn een geliefd verzamelobject voor Jackson's fans geworden. De CD maxisingle van Smile is bekend als een van de zeldzaamste CD's van Jackson, 2000 exemplaren zijn in omloop.
Tijdens Jackson's uitvaartceremonie in 2009 trad Jermaine Jackson, Jackson's broer, op met Smile en paste de zangtekst aan door gladness te vervangen voor sadness.

### Tracklist voor de niet uitgegeven single
Cd-maxisingle
1. "Smile" (Short Version) - 4:10
2. "Is It Scary" (Radio Edit) - 4:11
3. "Is It Scary" (Eddie's Love Mix Edit) - 3:50
4. "Is It Scary" (Downtempo Groove Mix) - 4:50
5. "Is It Scary" (Deep Dish Dark and Scary Radio Edit) - 4:34

12" Maxi single
- A1. "Smile" - 4:55
- A2. "Is It Scary" (Deep Dish Dark and Scary Remix) - 12:07
- B1. "Is It Scary" (Eddie's Rub-a-Dub Mix) - 5:00
- B2. "Is It Scary" (Eddie's Love Mix) - 8:00
- B3. "Off the Wall" (Junior Vasquez Remix) - 4:57

Promotional cd-single
1. "Smile" (Short Version) - 4:10

Cd-single
1. "Smile" (Short Version) - 4:10
2. "Is It Scary" (Radio Edit) - 4:11

## Andere uitvoeringen
Zoals doorgaans gebruikelijk bij een popstandard zijn er meerdere uitvoeringen van.
Bekende zijn:
- Nat King Cole in 1954 op het album Unforgettable en zijn dochter Natalie in 1991 op het album Unforgettable... With Love.
- Toen Nat King Cole stierf, bracht Sammy Davis jr. als eerbetoon een album uit waarin Davis nummers van Cole coverde. Het nummer Smile staat er ook op.
- The Lettermen in 1961 als B-kant van de single When I Fall in Love.
- Stevie Wonder in 1963 op het album With a Song in My Heart.
- Dean Martin
- De Jerry Lewis MDA Telethon begon altijd met een instrumentale versie van het nummer.
- Lita Roza, Petula Clark. Clark nam het later opnieuw op voor het album The Other Man's Grass Is Always Greener uit 1968, in de tijd dat ze een vriendschappelijke relatie met Chaplin had gekregen.
- Een duet van Betty Everett en Jerry Butler in 1964.
- Eric Clapton in zijn "comeback" tour uit 1974. Op de live-cd (deluxe edition) van 461, Ocean Boulevard en op Timepieces Vol. II: Live in the Seventies.
- Udo Jürgens in duet met Stevie Woods, in een eigen bewerking; Nur ein Lächeln; Just a Smile.
- Patricia Paay zong het in 1984 in een zelfgepresenteerde aflevering van AVRO's Show van de Maand; ze was verkleed als Charlie Chaplin.
- Elvis Costello op het album Cruel Smile.
- The Holly Cole Trio op Blame It On My Youth (1992)
- Jazzpianist Chick Corea op het album Expressions (1993)
- Jim Carrey zong het als gast in de The Tonight Show With Jay Leno in 1994.
- Judy Garland
- Diana Ross
- Barbra Streisand met Tony Bennett op Duets: An American Classic. Streisand solo voor de film Mona Lisa Smile en op het album The Movie Album (2004).
- Michael Bublé in 2005.
- Trini Lopez op zijn album The Sing Along World of Trini Lopez (Reprise 6183).
- Chris Botti met Steven Tyler van Aerosmith, uitgebracht in 2005 op Botti's album To Love Again: The Duets.
- Jazzzangeres Madeleine Peyroux op Half the Perfect World (2006).
- Pino Presti op 1st Round (Atlantic T 50274).
- Glee Cast (2009)
- Yes-gitarist Steve Howe met jazz-gitarist Martin Taylor op hun album "Masterpiece Guitars"
- Jermaine Jackson bracht "Smile" in 2009 tijdens de afscheidsdienst van zijn broer Michael en verwisselde daarbij de woorden "gladness" en "sadness".
- Salsazangeres La India op haar album Unica (2010).
- Bouke bracht "Smile" uit in 2013 en nam tevens een Nederlandstalige versie op van dit nummer onder de titel "Als je lacht".
- Seal in 2017 op het album Standards.